# بوریس میرونوف
بوریس میرونوف (روسی: Борис Олегович Миронов؛ زادهٔ ۲۱ مارس ۱۹۷۲) بازیکن هاکی روی یخ اهل روسیه است.
از باشگاه‌هایی که در آن بازی کرده‌است می‌توان به نیویورک رنجرز و ادمونتون اویلرز اشاره کرد.